# Bellardia benshiensis
Bellardia benshiensis är en tvåvingeart som beskrevs av Hsue 1979. Bellardia benshiensis ingår i släktet Bellardia och familjen spyflugor. Inga underarter finns listade i Catalogue of Life.